# Provincie Bergamo
Bergamo (Provincia di Bergamo) je italskou provincií v oblasti Lombardie. Sousedí na severu s provincií Sondrio, na západě s provinciemi Lecco, Monza e Brianza a Milano, na jihu s provincií Cremona a na východě s provincií Brescia.

## Geografie
Provincie Bergamo je situována v centrální části regionu Lombardie. Západní hranici provincie tvoří údolí řeky Brembo a jezero Lago di Como na severu a řeka Adda na jihu. Severní hranice sleduje rozvodí Orobisjkých Alp. Východní hranice jde podél Val di Sclave, Val Camonica, jezera Lago d'Iseo a řeky Oglio. Jižní hranice je stanovena dohodou.
Jižní část provincie je hornatá a nacházejí se zde hlavní bergamská údolí: Val Brembana (protékané řekou Brembo), Val Seriana (řeka Serio) a Val Cavallina (řeka Cherio). Mezi menší údolí patří Valle Imagna a Valle di Scalva. Směrem na jih je pás pohoří, jehož součástí jsou Val San Martino, Colli di Bergamo a Valcalepio a kde se pěstuje víno. Jih provincie je tvořen Pádskou nížinou.

### Hydrografie
Celé území provincie je v povodí řeky Pád prostřednictvím řek Adda a Oglio. Řekou Adda odtéká Brembo se svými přítoky Imagna, Enna a Serio, do řeky Oglio se vlévají Cherio, Borlezza a Dezzo. Nejdůležitější jezera jsou Lago d'Iseo, na hranicích s provincií Brescia, a Lago di Endine.

### Horstvo
Nejvyšší vrcholy se nacházejí v Orobijských Alpách na hranicích s provincií Sondrio. Nejvyšší hory jsou Pizzo di Coca (3 052 m), Pizzo del Diavolo (2 914 m) a Torena (2 911 m).